# Neogaillonia
Neogaillonia là một chi thực vật có hoa trong họ Thiến thảo (Rubiaceae).

## Loài
Chi Neogaillonia gồm các loài: